# シノーラ
『シノーラ』（Joe Kidd）は、1972年にアメリカで製作された西部劇映画。クリント・イーストウッド主演、エルモア・レナード脚本、ジョン・スタージェス監督の修正主義西部劇。
1975年11月5日、日本テレビ『水曜ロードショー』でテレビ初放送された際には『荒野の用心棒2』の副題が付けられた。

## ストーリー
1900年、メキシコとの国境に近いアメリカ・ニューメキシコ州の片田舎・シノーラでは白人の地主と、メキシコ人の農民との土地所有権をめぐる衝突が絶えなかった。
流浪のガンマン、ジョー・キッドは、些細なトラブルがもとでシノーラの町の留置場に放り込まれる。裁判所で判決を受けるが、そこにメキシコ人の武装集団が乱入し、ジョーは騒動に巻き込まれる。メキシコの盗賊/革命家ルイス・チャーマが、先祖代々の土地から貧しい人々を追い出している地元の地主に対して農民の反乱を組織していた。武装集団は自分たちが土地を取り上げられる根拠となった権利書を燃やし、留置場に捕らえられていた仲間のメキシコ人を牢から出す。彼らを率いるチャーマは判事を捕らえようとするが、ジョーの機転で判事は助け出され、武装組織は撃退される。
追跡隊が組織される中、ジョーはチャーマに関わろうとはしなかったが、自分の馬をチャーマに盗まれたことがきっかけでチャーマと対決しようと決意する。同じ頃、大地主フランク・ハーランが一流のハンター・ガンマンを連れてチャーマを倒そうとしていたところであり、ジョーはハーランの求めに応じその護衛を引き受ける。
しかし、追跡の旅を続けるうち、ハーランたちがメキシコ人を迫害し、土地を奪うためなら無関係の人間も殺す姿を見たジョーは、ハーランに味方したことを後悔するようになる。ハーランはメキシコ人の娘ヘレンを人質に取り、チャーマに投降を迫る。彼らの本拠地となる村を襲い、村人の処刑をちらつかせてチャーマに投降するように要求する。用済みになったジョーも銃を取り上げられるが、村の神父の協力を得て銃を取り戻し、ハーランたちを相手に銃撃戦を挑む。ジョーはヘレンと共にチャーマの籠る山に向かい、彼に自首して法廷で争うように勧める。チャーマはジョーの提案を一蹴するが、ジョーに脅される形で自首を選択する。
ジョーはハーランの部下たちの妨害を乗り越えてシノーラに戻るが、そこにはチャーマを殺そうとするハーランたちが待ち構えていた。ジョーは機関車に乗り込み町中に突入し、ハーランたちの部下を銃撃戦の末に全滅させる。追い詰められたハーランは裁判所に逃げ込むが、法廷で待ち構えていたジョーに射殺される。決着が着いた後、チャーマはジョーと別れて仲間たちの元に向かい、ジョーもヘレンと共にシノーラを去っていく。

## キャスト
| 役名                   | 俳優                       | 日本語吹替                                                              |
| 役名                   | 俳優                       | 日本テレビ版                                                            |
| ---------------------- | -------------------------- | ----------------------------------------------------------------------- |
| ジョー・キッド         | クリント・イーストウッド   | 山田康雄                                                                |
| フランク・ハーラン     | ロバート・デュヴァル       | 須藤健                                                                  |
| ルイス・チャーマ       | ジョン・サクソン           | 小林勝彦                                                                |
| ヘレン・サンチェス     | ステラ・ガルシア           | 此島愛子                                                                |
| ラマ―                  | ドン・ストラウド           | 青野武                                                                  |
| ミンゴ                 | ジェームズ・ウェインライト | 峰恵研                                                                  |
| ロイ                   | ポール・コスロ             | 富川澈夫                                                                |
| ボブ・ミッチェル保安官 | グレゴリー・ウォルコット   | 嶋俊介                                                                  |
| 不明 その他            |                            | 藤夏子 大久保正信 北村弘一 笹岡繁蔵 仲木隆司 田中秀幸 平林尚三 水鳥鉄夫 |
|                        |                            |                                                                         |
| 演出                   | 演出                       | 五十嵐康治                                                              |
| 翻訳                   | 翻訳                       | 秋元良介                                                                |
| 効果                   | 効果                       | スリーサウンド                                                          |
| 調整                   |                            |                                                                         |
| 制作                   | 制作                       | グロービジョン                                                          |
| 解説                   | 解説                       | 水野晴郎                                                                |
| 初回放送               | 初回放送                   | 1975年11月5日 『水曜ロードショー』                                      |

- 日本語吹替はDVD、思い出の復刻版BDに収録[1]。通常盤BDには未収録。
- テレビ放送時に放送禁止用語をカットして放送された。DVDでは一部発語されるシーンがあるが吹替用字幕はない。

## 評価
レビュー・アグリゲーターのRotten Tomatoesでは10件のレビューで支持率は80%、平均点は6.90/10となった。Metacriticでは6件のレビューを基に加重平均値が52/100となった。